# Dominique Salhorgne
Dominique Salhorgne, né à Toul, le 4 septembre 1757, et mort à Paris le 25 mai 1836, est un prêtre de l'Église catholique des XVIIIe et XIXe siècles.

## Biographie
Dominique Salhorgne entre, en 1772, chez les frères lazaristes de Toul, auprès desquels il suit des études de théologie. Après avoir prononcé ses vœux dans les ordres mineurs, le 28 octobre 1775, il est envoyé à Chartres pour y enseigner la philosophie. Après son ordination en 1780, il est appelé, en 1785, à l'université d'Heidelberg (Allemagne), pour y enseigner la théologie.
De 1787 à 1789, il entre au séminaire de Saintes comme professeur de théologie. De 1793 à 1802, tandis que la Révolution gronde, Dominique Salhorgne est contraint de fuir la France, et retourne s'installer à Heidelberg, où il enseigne de nouveau, à l'université. Dans le même temps, la congrégation lazariste est dissoute.
De retour en France, Dominique Salhorgne exerce son ministère dans le diocèse de Toul, et en particulier dans la paroisse de Charmes-la-Côte (ancien diocèse de Toul), de 1806 à 1809, puis dans le diocèse de Nancy, jusqu'en 1814.
À cette date, il est nommé à la tête du grand séminaire de Tours, par Monseigneur Jean-Baptiste du Chilleau, archevêque de Tours, où il reçoit, en 1824, le titre honorifique de Vicaire général. Il est aussi, à la même époque, le directeur d'une communauté des Sœurs de la Providence et un chanoine de la cathédrale Saint-Gatien de Tours.
En 1827, Dominique Salhorgne retourne au sein de la Congrégation de la Mission reconstituée quelques années plus tôt, où il est nommé Assistant du Supérieur général, et directeur des Filles de la Charité, puis Supérieur général, le 18 mai 1829. Il donne néanmoins sa démission en été 1835 pour raisons de santé, et meurt quelques mois plus tard, le 25 mai 1836. Dominique Salhorgne est enterré le jour suivant, au cimetière de Vaugirard, à Paris.